# Institut de statistique mathématique
L'Institut de statistique mathématique est une société savante internationale et professionnelle consacrée au développement, la diffusion et l'application de la statistique et des probabilités. L'Institut compte actuellement environ 4 000 membres dans toutes les régions du monde. Depuis 2005, l'institut a commencé à proposer l'adhésion conjointe avec la Société Bernoulli pour la statistique mathématique et les probabilités ainsi qu'avec l'Institut international de statistique. L'institut a été fondé en 1935 par Harry Carver et Henry Rietz, ses deux plus importants partisans.

## Publications
L'Institut publie cinq revues :
- Annals of Statistics
- Annals of Applied Statistics (en)
- Annals of Probability
- Annals of Applied Probability (en)
- Statistical Science

En outre, il co-édite :
- Le Current Index to Statistics (en)
- Electronic Communications in Probability avec la Société Bernoulli pour la statistique mathématique et les probabilités
- Electronic Journal of Probability avec la Société Bernoulli pour la statistique mathématique et les probabilités
- Electronic Journal of Statistics avec la Société Bernoulli pour la statistique mathématique et les probabilités
- Journal of Computational and Graphical Statistics (en) (publication conjointe avec la Société américaine de statistique et la Interface Foundation of North America)
- Probability Surveys (en) (publication conjointe avec l'Institut international de statistique et la Société Bernoulli de statistique mathématique et de probabilité)
- Statistics Surveys (en) (publication conjointe avec la Société américaine de statistique, la Société Bernoulli de statistique mathématique et de probabilités, et la Société statistique du Canada)

Quelques revues sont affiliées à l'institut de statistique mathématique :
- Probabilités et Statistique Mathématique (à l'université de technologie de Wrocław [1])
- Latin American Journal of Probabilités et Statistique Mathématique [2]

En outre, cinq revues sont prises en charge par l'IMS :
- Annales de l'Institut Henri-Poincaré[3]
- Bayesian Analysis (publié par la Société internationale d'analyse bayésienne[4])
- Bernoulli (Publié par la Société Bernoulli de Statistique Mathématique et de Probabilités[5])
- Brazilian Journal of Probability and Statistics (en) (publié par la Brazilian Statistical Association[6])
- Stochastic Systems [7]